# Lepidosira indistincta
Lepidosira indistincta är en urinsektsart som beskrevs av Slmon 1938. Lepidosira indistincta ingår i släktet Lepidosira och familjen brokhoppstjärtar. Inga underarter finns listade i Catalogue of Life.